# John Russell (remero)
John Michael Russell (3 de agosto de 1935-21 de enero de 2019) fue un deportista británico que compitió en remo. Participó en dos Juegos Olímpicos de Verano en los años 1960 y 1964, obteniendo una medalla de plata en Tokio 1964 en la prueba de cuatro sin timonel.

## Palmarés internacional
| Juegos Olímpicos | Juegos Olímpicos | Juegos Olímpicos | Juegos Olímpicos   |
| Año              | Lugar            | Medalla          | Prueba             |
| ---------------- | ---------------- | ---------------- | ------------------ |
| 1964             | Tokio (Japón)    | Medalla de plata | Cuatro sin timonel |